# Conseil municipal d'Ottawa

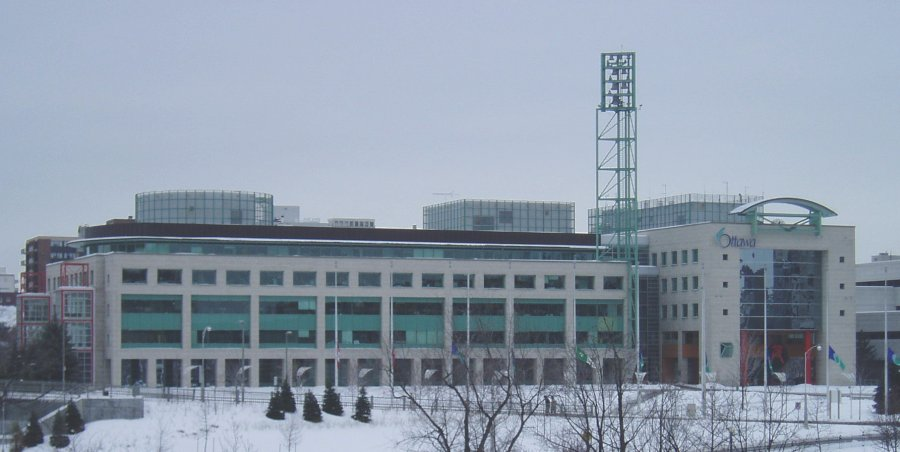
Hôtel de ville d'Ottawa.

Le conseil municipal  est l’organe décisionnel principal de la ville d'Ottawa. Il est composé de 24 membres :

## 2022-2026
Maire : Mark Sutcliffe
La ville est divisée en 24 quartiers et chacun de ces quartiers a un conseiller :
1. Orléans-Est-Cumberland : Matthew Luloff
2. Orléans-Ouest-Innes : Laura Dudas
3. Barrhaven-Ouest : David Hill
4. Kanata-Nord : Cathy Curry
5. West Carleton-March : Clarke Kelly
6. Stittsville : Glen Gower
7. Baie : Theresa Kavanagh
8. Collège : Laine Johnson
9. Knoxdale-Merivale : Sean Devine
10. Gloucester-Southgate : Jessica Bradley
11. Beacon Hill-Cyrville : Tim Tierney
12. Rideau-Vanier : Stéphanie Plante
13. Rideau-Rockcliffe : Rawlson King
14. Somerset : Ariel Troster
15. Kitchissippi : Jeff Leiper
16. Rivière : Riley Brockington
17. Capitale : Shawn Menard
18. Alta Vista : Marty Carr
19. Orléans-Sud-Navan : Catherine Kitts
20. Osgoode : George Darouze
21. Rideau-Jock : David Brown
22. Riverside Sud-Findlay Creek : Steve Desroches
23. Kanata-Sud : Allan Hubley
24. Barrhaven-Est : Wilson Lo

## 2018-2022
Maire : Jim Watson
La ville est divisée en 23 quartiers et chacun de ces quartiers a un conseiller :
1. Orléans : Matthew Luloff
2. Innes : Laura Dudas
3. Barrhaven : Jan Harder
4. Kanata-Nord : Jenna Sudds (jusqu'en 2021); Cathy Curry (nommée en 2021)
5. West Carleton-March : Eli El-Chantiry
6. Stittsville : Glen Gower
7. Baie : Theresa Kavanagh
8. Collège : Rick Chiarelli
9. Knoxdale-Merivale : Keith Egli
10. Gloucester-Southgate : Diane Deans
11. Beacon Hill-Cyrville : Tim Tierney
12. Rideau-Vanier : Mathieu Fleury
13. Rideau-Rockcliffe : Tobi Nussbaum (jusqu'en 2019); Rawlson King (à partir de 2019)
14. Somerset : Catherine McKenney
15. Kitchissippi : Jeff Leiper
16. Rivière : Riley Brockington
17. Capitale : Shawn Menard
18. Alta Vista : Jean Cloutier
19. Cumberland : Stephen Blais (jusqu'en 2020); Catherine Kitts (à partir de 2020)
20. Osgoode : George Darouze
21. Rideau-Goulbourn : Scott Moffatt
22. Gloucester-Nepean-Sud : Carol Anne Meehan
23. Kanata-Sud : Allan Hubley

## 2014-2018
Maire : Jim Watson
La ville est divisée en 23 quartiers et chacun de ces quartiers a un conseiller :
1. Orléans :  Bob Monette
2. Innes :  Jody Mitic (nouvellement élu en 2014)
3. Barrhaven :  Jan Harder
4. Kanata-Nord :  Marianne Wilkinson
5. West Carleton-March : Eli El-Chantiry
6. Stittsville-Kanata-Ouest : Shad Qadri
7. Baie : Mark Taylor
8. Collège : Rick Chiarelli
9. Knoxdale-Merivale : Keith Egli
10. Gloucester-Southgate : Diane Deans
11. Beacon Hill-Cyrville : Tim Tierney
12. Rideau-Vanie r: Mathieu Fleury
13. Rideau-Rockcliffe : Tobi Nussbaum (nouvellement élu en 2014)
14. Somerset : Catherine McKenney (nouvellement élu en 2014)
15. Kitchissippi : Jeff Leiper (nouvellement élu en 2014)
16. Rivière : Riley Brockington (nouvellement élu en 2014)
17. Capitale : David Chernushenko
18. Alta Vista : Jean Cloutier (nouvellement élu en 2014)
19. Cumberland : Stephen Blais
20. Osgoode : George Darouze (nouvellement élu en 2014)
21. Rideau-Goulbourn : Scott Moffatt
22. Gloucester-Nepean-Sud : Michael Qaqish (nouvellement élu en 2014)
23. Kanata-Sud : Allan Hubley